# Mitsubishi 380
La Mitsubishi 380 è un'autovettura compatta prodotta dalla casa automobilistica giapponese Mitsubishi Motors dal 2005 al 2008.
Assemblata dalla filiale Mitsubishi Motors Australia e disponibile solo in versione berlina, è stato ultimo modello prodotto in territorio australiano da parte della casa nipponica.

## Descrizione e contesto

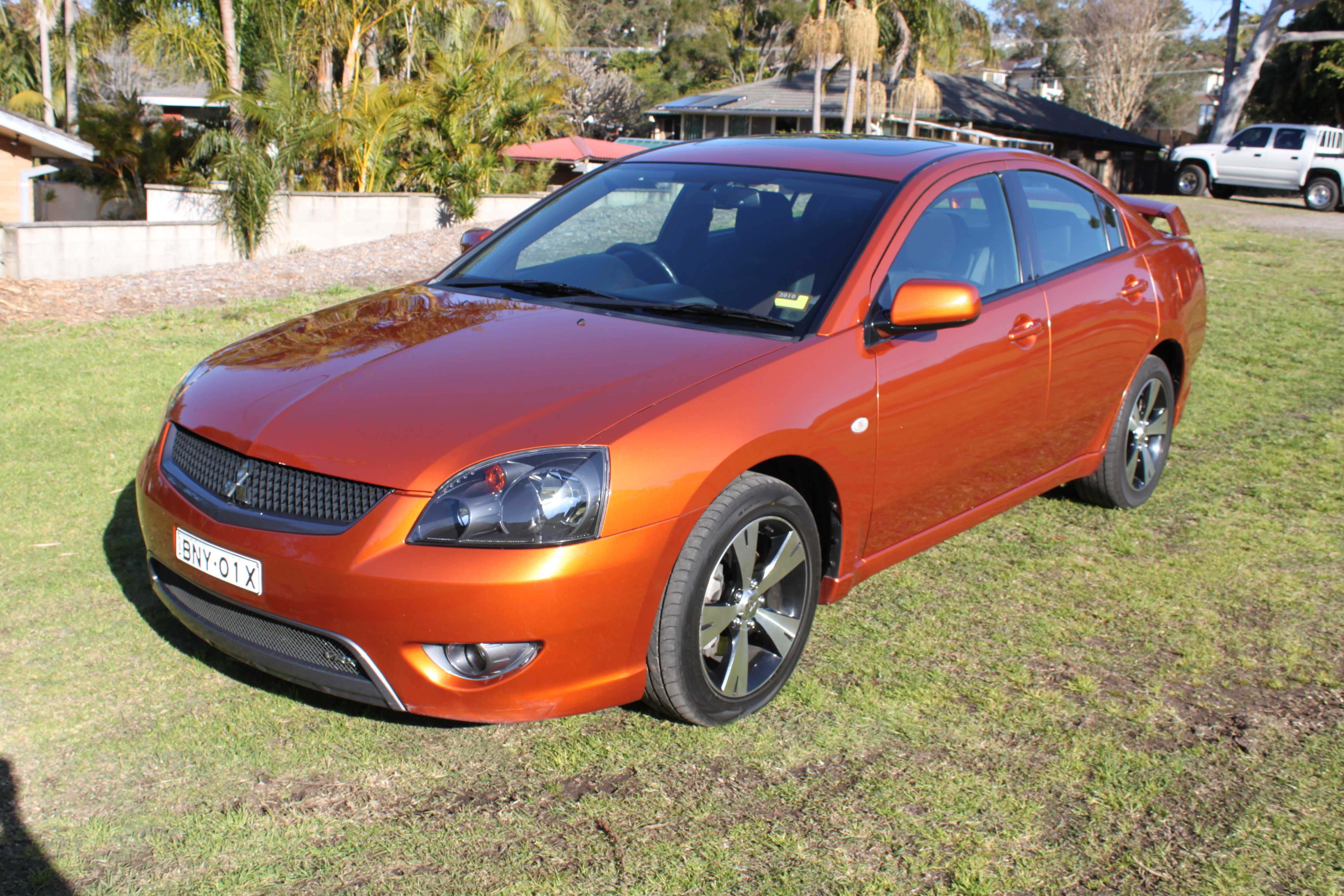
380 VRX

La 380 ha sostituito le Mitsubishi Magna/Verada introdotta per la prima volta nel 1985 (1991 per la Verada). L'azienda ha speso oltre 600 milioni di dollari australiani per lo sviluppo e la produzione dell'auto, nonostante sia basata sulla Mitsubishi Galant di nona generazione progettata negli Stati Uniti. La 380 ha continuato l'abitudine di Mitsubishi Australia di produrre berline a trazione anteriore per il mercato australiano e, insieme alla Toyota Aurion, si pone nel segmento di mercato della Ford Falcon e Holden Commodore a trazione posteriore.
Lanciata nell'ottobre 2005, dopo un inizio di vendite lento, la gamma è stata aggiornata con la Serie II nell'aprile 2006. Per suscitare ulteriore interesse per l'auto, il 29 luglio 2007 è stata effettuato un restyling chiamato Serie III con modifiche principalmente estetiche. Questi aggiornamenti non sono riusciti ad aumentare le vendite, così  Mitsubishi ha interrotto la costruzione della 380 nel marzo 2008 dopo poco meno di tre anni di produzione. Nei tre anni di produzione ne sono state prodotte complessivamente 32.044, di cui 30.195 vendute in Australia.

## Sicurezza
Nei crash test del 2005 dell'ANCAP ha ottenuto 4 stelle su 5.